# راجر هاموند (دوچرخه‌سوار)
راجر هاموند (اسپانیایی: Roger Hammond‎؛ زادهٔ ۳۰ ژانویهٔ ۱۹۷۴) دوچرخه‌سوار اهل بریتانیا است. وی بازی‌های المپیک تابستانی ۲۰۰۴ و ۲۰۰۸ شرکت کرده است.